# Клейн, Йост
Йост Клейн (нидерл. Joost Klein, произношение [joːst klɛin]; род. 10 ноября 1997, Леуварден), более известный под мононимом Йост (нидерл. Joost) — нидерландский исполнитель, рэпер и ютубер. В основном исполняет хип-хоп, однако также выпускал электронную музыку: драм-н-бейс, хардстайл и габбер. Он выпустил восемь студийных альбомов, из них два альбома вошли в «Dutch Album Top 100», а песни «Watchmuziek», «Scandinavian Boy» и «Friesenjung» принесли ему наибольшую известность.
Клейн представлял Нидерланды на конкурсе песни «Евровидение-2024» с песней «Europapa», которая стала его первой песней, возглавившей нидерландский чарт синглов, однако перед финалом Евровидения был дисквалифицирован.

## Ранние годы
Йост родился 10 ноября 1997 года в Леувардене, Фрисландия и вырос в соседней деревне Бритсум. В 2008 году он завёл канал на YouTube под названием EenhoornJoost (нидер. Единорог Йост). Он посещал Stedelijk Gymnasium Leeuwarden в Леувардене, но не выполнил учебную программу. Йост потерял своего отца из-за рака, когда ему было 12 лет, а через год ещё и мать, из-за остановки сердца. После смерти родителей за ним присматривали его старшие брат и сестра.

## Карьера
Будучи активным ютубером, Клейн публиковал самые разные видео — от скетчей до мини-документальных фильмов. В 2016 году он выпустил дебютный мини-альбом Dakloos (с нидерл. — «Бездомный»), после чего начал фокусироваться на музыкальной карьере. Песня «Bitches» стала его первым клипом, который набрал миллион просмотров на YouTube. В 2017 и 2018 годах он был подписан на лейбл TopNotch, но в итоге решил основать свой собственный рекорд-лейбл Albino Records.
20 октября 2017 года Клейн выпустил микстейп Scandinavian Boy, за которым в 2018 году последовали синглы «Meeuw» (с нидерл. — «Чайка») и «Ome Robert» (с нидерл. — «Дядя Роберт»). 3 августа 2018 года Клейн выпустил студийный альбом M van Marketing вместе с нидерландским рэпером Донни (Donnie). Для продвижения альбома дуэт организовал разовый концерт, получивший название Viraal in Carré в театре Carré в Амстердаме.
Клейн написал небольшую книгу стихов под названием Albino, которая была опубликована 14 ноября 2018 года. Клейн говорил, что написал книгу благодаря своему отцу, который тоже написал книгу и поощрял его к этому. Для продвижения своего одноимённого студийного альбома Клейн организовал концертный тур Het gaat niet zo goed (с нидерл. — «Всё идет не слишком хорошо») в 2019 году, в ходе которого он посетил такие места, как Paard van Troje, De Oosterpoort, Doornroosje и Paradiso. Он завершил тур в Paradiso 3 марта 2019 года. Следующим летом Клейн выступил на крупнейших фестивалях Бенилюкса, таких как Пуккельпоп, Pinkpop Festival, Lowlands и Zwarte Cross.
15 ноября 2019 года Клейн выпустил альбом 1983, название которого отсылает к году рождения старшего брата Клейна. В работе над альбомом Клейн сотрудничал с музыкальными продюсерами Mick Spek, Kauwboy и Tantu Beats. 24 апреля 2020 года Клейн выпустил альбом Joost Klein 7, состоящий из семи песен, включая совместную работу с канадским рэпером bbno$. 7 августа того же года он выпустил сингл «Ik wil je» (с нидерл. — «Я хочу тебя»), ремикс на одноимённую песню бельгийской группы De Kreuners.
13 сентября 2022 года Клейн выпустил свой восьмой студийный альбом, названный Fryslân в честь его родной провинции Фрисландия. Альбом включает синглы «Florida 2009», «Wachtmuziek» и «Papa en mama» и был полностью спродюсирован продюсером Tantu Beats. В альбоме можно услышать различные семплы, например, семплы нидерландской ска-группы Doe Maar и Crazy Frog. В песне «Florida 2009» Клейн размышляет о смерти своих родителей. Премьера песни состоялась на Pinkpop Festival 2022 года.
В 2023 году Клейн добился своего первого успеха в Германии с синглом «Friesenjung», который был написан в сотрудничестве с немецким рэпером Ski Aggu и являлся адаптацией песни восточно-фризского комика Отто Валькеса. Песня заняла первое место в немецком Топ-100 синглов. В том же году Клейн выразил заинтересованность в том, чтобы представлять Нидерланды на конкурсе песни «Евровидение-2024» в Мальмё, Швеция. В попытке реализовать эту цель радиостанция NPO 3FM запустила петицию. 11 декабря 2023 года нидерландский вещатель AVROTROS объявил, что Клейн был выбран представителем Нидерландов на конкурсе. Его песня под названием «Europapa» была выпущена 29 февраля 2024 года.
11 мая 2024 года Клейн был дисквалифицирован перед финалом конкурса Евровидение-2024. Согласно комментарию AVROTROS, при выходе со сцены после полуфинального выступления Клейн потребовал, чтобы его перестали снимать, а когда женщина-оператор не прекратила съёмку, сделал угрожающее движение в её сторону; руководство Евровидения заявило о политике нулевой толерантности по отношению к неприемлемому поведению на конкурсе, представители нидерландской стороны назвали реакцию организаторов несоразмерной.

## Дискография

### Студийные альбомы
| Название                                                                  | Детали                                                                                       | Высшая позиция | Высшая позиция |
| Название                                                                  | Детали                                                                                       | NLD            | BEL (FL)       |
| ------------------------------------------------------------------------- | -------------------------------------------------------------------------------------------- | -------------- | -------------- |
| Dakloos                                                                   | - Выпущен: 1 июня 2016 - Лейбл: Made - Форматы: Цифровое скачивание и стриминг               | —              | —              |
| Scandinavian Boy                                                          | - Выпущен: 20 октября 2017 - Лейбл: Made - Форматы: Цифровое скачивание и стриминг           | 12             | 121            |
| M van Marketing (вместе с Donnie)                                         | - Выпущен: 3 августа 2018 - Лейбл: Made - Форматы: Цифровое скачивание и стриминг            | 10             | 79             |
| Albino                                                                    | - Выпущен: 18 января 2019 - Лейбл: Albino Sports - Форматы: Цифровое скачивание и стриминг   | 5              | 43             |
| 1983                                                                      | - Выпущен: 15 ноября 2019 - Лейбл: Albino Sports - Форматы: Цифровое скачивание и стриминг   | 18             | 25             |
| Joost Klein 7                                                             | - Выпущен: 24 апреля 2020 - Лейбл: Albino Sports - Форматы: Цифровое скачивание и стриминг   | —              | 14             |
| Albino Sports, Vol. 1 (вместе с Brunzyn)                                  | - Выпущен: 1 апреля 2021 - Лейбл: Albino Sports - Форматы: Цифровое скачивание и стриминг    | —              | 70             |
| Fryslân                                                                   | - Выпущен: 30 сентября 2022 - Лейбл: Albino Sports - Форматы: Цифровое скачивание и стриминг | 4              | 5              |
| Unity                                                                     | - Выпущен: 21 февраля 2025 - Лейбл: самиздат - Форматы: Цифровое скачивание и стриминг       | —              | —              |
| «—» означает, что альбом не попал в чарт страны или не был в ней выпущен. |                                                                                              |                |                |

### Синглы

#### Синглы, попавшие в чарты
| Сингл                                                                    | Год  | Высшая позиция | Высшая позиция | Высшая позиция | Высшая позиция | Высшая позиция | Высшая позиция | Высшая позиция | Альбом                |
| Сингл                                                                    | Год  | NLD            | AUT            | BEL (FL)       | GER            | LTU            | SWE            | SWI            | Альбом                |
| ------------------------------------------------------------------------ | ---- | -------------- | -------------- | -------------- | -------------- | -------------- | -------------- | -------------- | --------------------- |
| «Buurman»                                                                | 2019 | —              | —              | —.             | —              | —              | —              | —              | 1983                  |
| «Midlife Crisis»                                                         | 2019 | —              | —              | —              | —              | —              | —              | —              | Неальбомный сингл     |
| «Joost Klein 2»                                                          | 2019 | —              | —              | —              | —              | —              | —              | —              | 1983                  |
| «Mayo, No Fries!» (вместе с bbno$)                                       | 2020 | —              | —              | —              | —              | —              | —              | —              | Joost Klein 7         |
| «Ham?»                                                                   | 2020 | —              | —              | —              | —              | —              | —              | —              | Joost Klein 7         |
| «Ik wil je»                                                              | 2020 | —              | —              | —              | —              | —              | —              | —              | Неальбомный сингл     |
| «Gewoon goed» (вместе с Brunzyn и Donnie)                                | 2021 | —              | —              | —              | —              | —              | —              | —              | Albino Sports, Vol. 1 |
| «Friesenjung» (вместе с Ski Aggu и Otto Waalkes)                         | 2023 | 18             | 1              | —              | 1              | 65             | 100            | 7              | denk mal drüber nach… |
| «Droom groot»                                                            | 2023 | 82             | —              | —              | —              | —              | —              | —              | denk mal drüber nach… |
| «Europapa»                                                               | 2024 | 1              | 5              | 1              | 13             | 1              | 4              | 12             | Unity                 |
| «Luchtballoon»                                                           | 2024 | 4              | —              | 15             | —              | 48             | —              | —              | Unity                 |
| «Trafik!» (вместе с Käärijä)                                             | 2024 | 84             | —              | —              | —              | 60             | —              | —              |                       |
| «Filthy Dog»                                                             | 2024 | —              | —              | —              | —              | —              | —              | —              | Unity                 |
| «Why Not???»                                                             | 2025 | —              | —              | —              | —              | —              | —              | —              | Unity                 |
| «—» означает, что сингл не попал в чарт страны или не был в ней выпущен. |      |                |                |                |                |                |                |                |                       |

#### Как приглашённый артист
| Сингл | Год  | Высшая позиция | Высшая позиция | Альбом                 |
| Сингл | Год  | NLD Tip        | BEL (FL)       | Альбом                 |
| --- | ---- | -------------- | -------------- | ---------------------- |
| «Youtube Money» (Fijne Vrienden при участии Lexxxus, Йост Клейн, Youngster The Don, Martin Verschoor, Jasper Staal) | 2016 | —              | —              | Неальбомные синглы     |
| «Boner in de Club» (Veras при участии Mick Spek и Йоста Клейна)                                                     | 2017 | —              | —              | Неальбомные синглы     |
| «René Froger» (Donnie при участии Йоста Клейна)                                                                     | 2017 | —              | —              | Неальбомные синглы     |
| «Relevant» (Bassistent при участии Йоста Клейна)                                                                    | 2017 | —              | —              | Неальбомные синглы     |
| «Zwaailicht» (Abel при участии Йоста Клейна)                                                                        | 2017 | —              | —              | Неальбомные синглы     |
| «Vroom (Remix)» (Famke Louise при участии Donnie и Йоста Клейна)                                                    | 2017 | —              | —              | Неальбомные синглы     |
| «Neymar» (Daniel Got Hits при участии Йоста Клейна и Bassistent)                                                    | 2018 | —              | —              | America’s Fav Whiteboy |
| «Friesland» (Rarri Jackson при участии Jiri11 и Йоста Клейна)                                                       | 2018 | —              | —              | Неальбомные синглы     |
| «Snelle Planga (Remix)» (Donnie при участии Bizzey, Bokoesam, Lange Frans, Йост Клейн и Joel Beukers)               | 2018 | —              | —              | Неальбомные синглы     |
| «Heritage» (Mick Spek при участии Йоста Клейна)                                                                     | 2018 | —              | —              | Mick Spek              |
| «Donkey Kong» (Teske при участии Йоста Клейна)                                                                      | 2018 | —              | —              | Porselein              |
| «Infected» (Steen, Steff, и EZG при участии Йоста Клейна)                                                           | 2018 | —              | —              | Infected               |
| «Georgina Verbaan» (Brunzyn при участии Йоста Клейна)                                                               | 2018 | —              | —              | 3134                   |
| «Absurd» (Milli on GO при участии Йоста Клейна)                                                                     | 2019 | —              | —              | Неальбомный сингл      |
| «Brunzyn en Jim» (Brunzyn при участии Gotu Jim и Йоста Клейна)                                                      | 2019 | —              | —              | Brunzyn!               |
| «Klaar!» (Brunzyn при участии Йоста Клейна)                                                                         | 2019 | —              | —              | Brunzyn!               |
| «They Don’t Know» (Jacin Trill при участии Йоста Клейна)                                                            | 2019 | —              | —              | Baby met een mening    |
| «Meine Bolide 2003» (Yung Petsi при участии Ka$per Hits и Йоста Клейна)                                             | 2021 | —              | —              | Неальбомные синглы     |
| «Monster Energy» (Rarri Jackson при участии Йоста Клейна)                                                           | 2021 | —              | —              | Неальбомные синглы     |
| «Go, Acid!» (Acid при участии Йоста Клейна и Apson)                                                                 | 2021 | —              | 41             | Неальбомные синглы     |
| «Skin Care» (Rare Akuma при участии Йоста Клейна)                                                                   | 2022 | —              | —              | Dirtytwominus          |
| «Jackass» (CMH при участии Йоста Клейна)                                                                            | 2022 | —              | —              | Mudblood               |
| «Fossiel» (FeestDJRuud при участии Yung Petsi, Donnie, Йост Клейн, и Ka$per Hits)                                   | 2022 | —              | —              | Неальбомный сингл      |
| «Dis kak, maarit naai» (Van Pletzen при участии Йоста Клейна)                                                       | 2023 | —              | —              | Enter the Grootness    |
| «Normalje Bass» (Russian Village Boys при участии Йоста Клейна)                                                     | 2023 | —              | —              | ViLLAGECATiON          |
| «Heroïne» (Parsa и Vieze Asbak при участии Йоста Клейна)                                                            | 2023 | —              | —              | Неальбомный сингл      |
| «Snowboy Freestyle» (Chri$stophe при участии Йоста Клейна)                                                          | 2023 | —              | —              | High Off Life          |
| «Wa dachte?» (Viccens при участии Йоста Клейна и Kleine Crack)                                                      | 2023 | —              | —              | Неальбомные синглы     |
| «Buurman uit Berlijn» (MCR-T при участии Йоста Клейна)                                                              | 2024 | 8              | —              | Неальбомные синглы     |
| «—» означает, что запись не попала в чарт страны или не была в ней выпущена.                                        |      |                |                |                        |

#### Другие синглы
| Сингл                                         | Год  | Альбом                |
| --------------------------------------------- | ---- | --------------------- |
| «511»                                         | 2015 | Неальбомные синглы    |
| «Feminist on da Block»                        | 2017 | Неальбомные синглы    |
| «Jan Peter Balkenende»                        | 2017 | Неальбомные синглы    |
| «Meeuw» (вместе со Стефано Кейзерс)           | 2018 | Albino                |
| «Ome Robert»                                  | 2018 | Albino                |
| «Parmezaan & Linkerbaan» (вместе с Donnie)    | 2018 | M van Marketing       |
| «Chubby»                                      | 2018 | Неальбомные синглы    |
| «Glaassie Water»                              | 2018 | Неальбомные синглы    |
| «Hallo Nederland»                             | 2020 | Неальбомные синглы    |
| «Albino Sports Anthem» (вместе с Brunzyn)     | 2021 | Albino Sports, Vol. 1 |
| «Fok de blok»                                 | 2021 | Неальбомный сингл     |
| «Papa en Mama»                                | 2021 | Fryslân               |
| «Wachtmuziek» (вместе с )                     | 2022 | Fryslân               |
| «Florida 2009»                                | 2022 | Fryslân               |
| «Rookpauze 2» (вместе с Vieze Asbak)          | 2022 | Неальбомные синглы    |
| «Bier Freestyle»                              | 2022 | Неальбомные синглы    |
| «Bruder + Schwester» (вместе с Gladde Paling) | 2023 | Неальбомные синглы    |

### Другие песни, попавшие в чарты
| Название                                                                     | Год  | Высшая позиция | Высшая позиция | Альбом           |
| Название                                                                     | Год  | NLD            | BEL (FL) Tip   | Альбом           |
| ---------------------------------------------------------------------------- | ---- | -------------- | -------------- | ---------------- |
| «Scandinavian Boy»                                                           | 2017 | 77             | —              | Scandinavian Boy |
| «Albino» (при участии Tice)                                                  | 2019 | —              | 30             | Albino           |
| «Bus gemist» (при участии Mick Spek и Daan Koens)                            | 2019 | —              | —              | Albino           |
| «Fryslân Bop» (при участии Jack Parow)                                       | 2022 | 60             | —              | Fryslân          |
| «—» означает, что запись не попала в чарт страны или не была в ней выпущена. |      |                |                |                  |